# Lupita Ferrer
Lupita Ferrer (née Yolanda Guadalupe Ferrer Fuenmayor le 6 décembre 1946 à Maracaibo, Venezuela), est une actrice vénézuélienne.

## Biographie
Lupita Ferrer commence sa carrière comme actrice à la fin des années 1960 dans son pays, le Venezuela. Elle participe à la telenovela Esmeralda, aux côtés de l'acteur José Bardina pour la chaîne de télévision Venevisión. Elle joue aussi dans María Teresa, Mariana de la noche, La Zulianita et Mi hermana gemela.
À partir des années 1980 elle devient populaire dans des rôles de caractère dans des productions dramatiques comme Cristal, Rosalinda et Soledad. 
Elle est mariée peu de temps avec le directeur américain Hall Bartlett, qui l'a dirigée dans le filme The Children of Sánchez (1978) avec Anthony Quinn, Dolores del Río, Katy Jurado et Lucía Méndez.
Elle participe à Ugly Betty, la version américaine de la telenovela colombienne Yo soy Betty la fea. Elle fait des incursions aussi au théâtre en jouant dans des pièces d'Emilio Carballido.
En 2007, elle enregistre la telenovela Pecados ajenos pour la chaîne de télévision Telemundo aux côtés de Mauricio Islas, Lorena Rojas, Sonya Smith et Catherine Siachoque.
En 2012, on la voit dans la telenovela Rosa diamante pour Telemundo aux côtés de Mauricio Ochmann.
La même année, dans l'émission Confesiones de novela, elle confesse avoir avorté au profit de son métier d'actrice et ne se voyant pas mère.

## Filmographie

### Telenovelas
- 1967 : Doña Bárbara : Doña Bárbara
- 1967 : Donde no llega el sol
- 1969 : Tú eres mi destino
- 1969 : La frontera de cristal
- 1970 : Esmeralda : Esmeralda  Rivera
- 1972 : Me llamo Julián, te quiero
- 1972 : María Teresa : María Teresa
- 1973 : La guaricha : Palmira
- 1975 : Mi hermana gemela : Marta/Mara Torres
- 1976 : Mariana de la noche : Mariana de la noche
- 1979 : La Zulianita : Marta María Domínguez
- 1979 : Julia : Julia
- 1981 : Ligia Sandoval : Ligia Sandoval
- 1984 : Los años felices : Marcela Vidal
- 1985 : Doña Perfecta
- 1985 : Cristal : Victoria Ascanio
- 1990 : Amándote : Lisette Mistral
- 1992 : Amándote II : Lisette Mistral
- 1992 : Las dos Dianas : Catalina
- 1993 : Rosangélica : Cecilia Gel de la Rosa
- 1994-1995 : Morelia : Ofelia Campos Miranda de Santibáñez
- 1996-1997 : Nada personal : María Dolores de los Reyes
- 1997 : Destino de mujer : Aurora Castillo
- 1999 : Rosalinda : Valeria Del Castillo de Altamirano
- 2001 : Soledad : Victoria Álvarez Calderón
- 2003-2004 : Amor descarado : Morgana Atal
- 2004-2005 : Inocente de ti : Gabriela Smith
- 2007-2008 : Pecados ajenos : Ágata Aguiluz Vda. de Mercenario
- 2010 : Eva Luna : Justa Valdés
- 2012 : Rosa diamante : Rosaura Andere Vda. de Sotomayor
- 2015 : Voltea pa' que te enamores : Enriqueta Santos de Galíndez

### Séries télévisées
- 1967 : Rebelde, épisodes 1.1-3
- 2006 : Ugly Betty, épisode pilote : riche dame latino

### Films
- 1965 : Me ha gustado un hombre
- 1968 : La cama d'Emilio Gómez Muriel : Mabel
- 1968 : Muchachas, muchachas, muchachas
- 1969 : Un Quijote sin mancha : Angélica
- 1969 : Duelo en El Dorado
- 1970 : La vida inútil de Pito Pérez : Jesusita
- 1970 : El oficio más antiguo del mundo : Estela
- 1970 : El manantial del amor
- 1970 : El cínico : Roberta Uribe
- 1971 : Los corrompidos
- 1971 : OK Cleopatra
- 1971 : Las chicas malas del padre Méndez
- 1973 : Una mujer honesta
- 1978 : The Children of Sanchez : Consuelo Sánchez
- 1983 : Balboa : Rita Carlo
- 1996 : Curdled : Marie Clement